# 土耳其人列表
土耳其人按职业分类，可以从以下各列表中查询。
- 土耳其君主列表
- 土耳其总理列表
- 土耳其艺术家列表（英语：List of Turkish artists）
- 土耳其演员列表（英语：List of Turkish actors）
- 土耳其作家列表（英语：List of Turkish writers）
  - 土耳其小说家列表（英语：List of Turkish novelists）
- 土耳其建筑家列表（英语：List of Turkish architects）
- 土耳其画家列表（英语：List of Turkish painters）
- 土耳其作曲家列表（英语：List of Turkish composers）
- 土耳其哲学家列表（英语：List of Turkish philosophers）
- 土耳其雕刻家列表（英语：List of Turkish sculptors）
- 土耳其电影导演列表（英语：List of Turkish film directors）
- 土耳其裔美国人列表（英语：List of Turkish Americans）

|  | 本条目是人物相关列表索引。 |